# 加賀殿
加賀殿（1572年—1605年11月23日），豐臣秀吉側室，本名叫前田摩阿（日语：まえだ まあ）。是前田利家的三女，母親為正室芳春院。

## 生平
1582年時，和柴田勝家的家臣佐久間十藏訂婚，並且做前田家送給柴田家的人質，住進北庄城；第二年，秀吉攻北庄城，在落城之際逃出北庄城，而未婚夫佐久間十藏則在城裡與柴田勝家殉死。在1585年的時候，正式被秀吉納為側室，當時才不過十三四歲而已。
成為秀吉側室的摩阿，因為是從加賀嫁來，因此被稱為「加賀殿」，住進聚樂第的天守閣。後來秀吉讓養子秀次住進聚樂第，加賀殿移居到前田家在京都的宅邸。在大坂城築好後，加賀殿正式進駐大坂城。在1598年秀吉舉辦醍醐花見時，加賀殿的轎子在眾妻妾之中排行第五。醍醐花見後，加賀殿以自己身體病弱、需要療養為由，辭去了秀吉側室的位置。
後來加賀殿改嫁給京都的貴族、萬里小路充房，與充房之間生下一子利忠。但是她與充房的婚姻並沒有維持很久，以離婚收場。離婚後的加賀殿回到娘家所在的金澤，不久病逝，一說她是在京都過世。墓在京都的大德寺芳春院，法號祥雲院。她的兒子後來從前田家的姓，成為前田家家臣。